# 奈落のマイホーム
『奈落のマイホーム』（ならくのマイホーム、原題：싱크홀）は、2021年制作の韓国のパニック映画。
ソウルの中心で起こった地盤沈下によって、突如現れた巨大なシンクホール（巨大陥没穴）の地下500mへと落下したマンションに取り残された人たちのサバイバルを描く。2021年の韓国映画興行収入第2位。原題の「싱크홀」は、上記のシンクホールを意味する。

## あらすじ
ソウルの中堅会社で課長を務めるドンウォン　は、念願叶って会社の近くの新築マンションをローンで購入した。妻と幼い息子のスチャンと共に新生活を始めたが、床の傾きや壁の亀裂など欠陥住宅と疑うドンウォン。
引っ越し祝いに部下たちを招くドンウォン。酔ったキム代理と女子インターンのウンジュが家に泊まった。翌朝、夫たちが寝ている間に買い物に出る妻と息子のスチャン。すると突然、マンションが一棟まるごと深い縦穴に沈下した。
シンクホールで500メートルは土中に沈んだと推察するキム代理。昨晩からの断水で住人の多くが建物を離れ、地下に閉じ込められたのはドンウォンたちの他には何でも屋のマンスと、その息子のスンテだけのようだった。携帯は電波が届かず孤立するドンウォンたち。
救助隊のドローンで衛星電話や僅かな物資が届けられた。息子のスチャンがマンション落下時に建物内にいたと聞いたドンウォンは、崩落が続く中、命がけで階下に降りて息子のもとに辿り着いた。取り残されていた認知症の老婦人も発見したが、老婦人の息子と、他に10才の少年ソンフンは亡くなっていた。
遺体と共に残る覚悟の老婦人に別れを告げ、スチャンを背負って瓦礫の中を元の階まで戻るドンウォン。水位が上がる中、一同は流れ着いた巨大なプラスチックタンクに入った。蓋を閉めるために、ひとり外に残るマンス。雨水で一杯になった縦穴の中をタンクは地上まで上昇し、マンスも救援物資をうまく利用して生還した。

## キャスト
吹き替え音声はソフト版で初収録。
- パク・ドンウォン：キム・ソンギュン（日本語吹き替え：福田賢二）
- チョン・マンス：チャ・スンウォン（日本語吹き替え：金馬貴之）
- キム・スンヒョン（キム代理）：イ・グァンス（日本語吹き替え：平野潤也）
- ホン・ウンジュ：キム・ヘジュン（日本語吹き替え：秋山絵理）
- チョン・スンテ：ナム・ダルム（日本語吹き替え：宮瀬尚也）
- パク・ヨンイ：クォン・ソヒョン
- パク・スチャン：キム・ゴヌ
- ソンフンの母：パク・オクチョル
- ソンフン：オ・ジャフン